# Kriegerdenkmal Sachau
Das Kriegerdenkmal Sachau ist ein denkmalgeschütztes Kriegerdenkmal im Ortsteil Sachau der Stadt Gardelegen in Sachsen-Anhalt. Im örtlichen Denkmalverzeichnis ist das Kriegerdenkmal unter der Erfassungsnummer 094 98531 als Baudenkmal verzeichnet.

## Allgemeines
Das Denkmal, am Dorfplatz gelegen, ist eine Stele auf einem mehrstufigen Sockel, gekrönt von stilisierten Kanonenrohren und verziert mit zwei großen Geschosshülsen. Es wurde zum Gedenken an die 16 gefallenen Soldaten der Orte Kämeritz, Breiteiche und Sachau im Ersten Weltkrieg errichtet. Eine angebrachte Gedenktafel an der Vorderseite nennt die Namen der Gefallenen.
Zum Gedenken an die Gefallenen im Zweiten Weltkrieg wurde in der Friedhofsmauer eine Gedenktafel eingelassen und auf dem Friedhof sind Soldatengräber erhalten geblieben.

## Inschrift
Vorderseite Denkmal
Rückseite Denkmal